# Sestrina
La sestrina es una proteína dependiente de p53 (gen regulador supresor de tumores y controlador del ciclo celular) que también recibe el nombre de PA26. En humanos, viene codificada por el gen SESN1. Juega un papel fundamental en la respuesta celular ante daños en el ADN y el estrés oxidativo. Su acción radica en la inhibición del crecimiento celular mediado por p53, activando quinasas ligadas a AMP (AMPK). Esto conlleva la inhibición del receptor para rapamicina. También lleva a cabo una importante labor antioxidante, pues regenera peroxiredoxinas superoxidadas.